# Paragonit
Paragonit ist ein eher selten vorkommendes Mineral aus der Mineralklasse der „Silikate und Germanate“ mit der chemischen Zusammensetzung NaAl2[(OH)2|AlSi3O10] und damit chemisch gesehen ein Natrium-Aluminium-Alumosilikat mit zusätzlichen Hydroxidionen. Strukturell gehört Paragonit zu den Schichtsilikaten (Phyllosilikaten) und dort zur Gruppe der echten Glimmer.
Paragonit kristallisiert je nach Polytyp im monoklinen oder trigonalen Kristallsystem, entwickelt jedoch nur selten dünntafelige Kristalle. Meist findet er sich in Form feinschuppiger oder kompakter und derber Mineral-Aggregate mit einem perlmuttähnlichen Glanz auf den Oberflächen. In reiner Form ist Paragonit farblos und durchsichtig. Durch vielfache Lichtbrechung aufgrund von Gitterfehlern oder polykristalliner Ausbildung kann er aber auch durchscheinend weiß sein und durch Fremdbeimengungen eine grauweiße bis graue, blassgelbe oder grünliche bis apfelgrüne Farbe annehmen. Seine Strichfarbe ist jedoch immer weiß.

## Etymologie und Geschichte
Die wissenschaftliche Erstbeschreibung erfolgte 1843 durch Karl Emil von Schafhäutl. Er betonte allerdings, dass das Mineral schon lange vorher unter den Bezeichnungen Talkschiefer, verhärteter Talk und Glimmerschiefer aus dem Gotthardmassiv bekannt gewesen sei, wo es oft als Matrix für die dort gefundenen Kyanite (auch Disthen), Staurolithe,
Quarze und Glimmer auftrete. Es wurde jedoch bis zu seinen Untersuchungen nicht als eigene Mineralart erkannt. Schaffhäutl benannte das Mineral daher nach dem altgriechischen Wort παραγειυ [paragein] für „in die Irre führen“ aufgrund der Leichtigkeit, mit der der Mineraloge ohne chemische Hilfe in seiner Diagnose in die Irre geführt wird. Da Paragonit zwar dem Talk sehr ähnlich sieht und sich auch so anfühlt, wird er leicht mit diesem verwechselt, enthält aber im Gegensatz zu diesem kein Magnesium.
Als genaue Typlokalität von Paragonit gilt inzwischen Alpe Sponda (auch Sponda Alp) am Pizzo Forno nahe Dalpe im Val Chironico (Bezirk Leventina) des Schweizer Kantons Tessin. Schafhäutl nennt zwar das Gotthardmassiv als Fundort für den Paragonit. Die genannte Paragenese mit den „schönen blauen Disthenkristallen und Staurolith“ macht das Gebiet Pizzo Forno – Alpe Sponda jedoch viel wahrscheinlicher. Ein Aufbewahrungsort für das Typmaterial des Minerals ist allerdings nicht dokumentiert.
Paragonit war bereits lange vor der Gründung der International Mineralogical Association (IMA) bekannt und als eigenständige Mineralart anerkannt. Damit hätte Paragonit theoretisch den Status eines grandfathered Mineral. In der 1998 erfolgten Publikation Nomenclature of the micas durch den „Glimmer-Unterausschuss“ (engl.: Mica Subcommitte) der IMA/CNMNC wurden die Mitglieder der Glimmergruppe, zu denen auch Paragonit gehört, in Bezug Zusammensetzung und Benennung teilweise neu definiert. Paragonit wurde hier als „Nicht-Kaliumglimmer“ (Na-Glimmer) in die Gruppe der echten Glimmer mit dioktaedrischer Struktur eingeordnet. Da dies automatisch eine nachträgliche Ankerkennung für den Paragonit bedeutete, wird das Mineral seitdem in der „Liste der Minerale und Mineralnamen“ der IMA unter der Summenanerkennung „IMA 1998 s.p.“ (special procedure) geführt.

## Klassifikation
Bereits in der veralteten 8. Auflage der Mineralsystematik nach Strunz gehörte der Paragonit zur Mineralklasse der „Silikate und Germanate“ und dort zur Abteilung der „Schichtsilikate (Phyllosilikate)“, wo er zusammen mit Aluminoseladonit, Glaukonit, Muskovit, Roscoelith und Seladonit die „Muskovit-Reihe“ mit der System-Nr. VIII/E.05a bildete.
Im zuletzt 2018 überarbeiteten und aktualisierten Lapis-Mineralienverzeichnis nach Stefan Weiß, das sich aus Rücksicht auf private Sammler und institutionelle Sammlungen noch nach dieser alten Form der Systematik von Karl Hugo Strunz richtet, erhielt das Mineral die System- und Mineral-Nr. VIII/H.10-050. In der „Lapis-Systematik“ entspricht dies ebenfalls der Abteilung „Schichtsilikate“, wo Paragonit zusammen mit Aluminoseladonit, Boromuskovit, Chromphyllit, Chromseladonit, Ferroaluminoseladonit, Ferroseladonit, Ganterit, Muskovit, Nanpingit, Roscoelith, Seladonit und Tobelith die „Seladonit-Muskovit-Reihe (Phengite)“ mit der System-Nr. VIII/H.10 innerhalb der Glimmergruppe bildet.
Auch die von der International Mineralogical Association (IMA) zuletzt 2009 aktualisierte 9. Auflage der Strunz’schen Mineralsystematik ordnet den Paragonit in die Abteilung der „Schichtsilikate“ ein. Diese ist allerdings weiter unterteilt nach der Struktur der Schichten, so dass das Mineral entsprechend seinem Aufbau in der Unterabteilung „Schichtsilikate (Phyllosilikate) mit Glimmertafeln, zusammengesetzt aus tetraedrischen und oktaedrischen Netzen“ zu finden ist, wo es zusammen mit Aluminoseladonit, Boromuskovit, Chernykhit, Chromseladonit, Chromphyllit, Ferriseladonit (hypothetisch), Ferro-Aluminoseladonit, Ferroseladonit, Ganterit, Glaukonit, Montdorit, Muskovit, Nanpingit, Roscoelith, Phengit, Seladonit, Tainiolith, Tobelith und Voloshinit die „Muskovitgruppe“ mit der System-Nr. 9.EC.15 bildet.
Die vorwiegend im englischen Sprachraum gebräuchliche Systematik der Minerale nach Dana ordnet den Paragonit ebenfalls in die Klasse der „Silikate und Germanate“ und dort in die Abteilung der „Schichtsilikatminerale“ ein. Hier ist er zusammen mit Aluminoseladonit, Boromuskovit, Chernykhit, Chromphyllit, Chromseladonit, Ferroaluminoseladonit, Ferroseladonit, Glaukonit, Montdorit, Muskovit, Nanpingit, Roscoelith, Seladonit, Shirokshinit und Tobelith in der „Glimmergruppe (Muskovit-Untergruppe)“ mit der System-Nr. 71.02.02a innerhalb der Unterabteilung „Schichtsilikate: Schichten von sechsgliedrigen Ringen mit 2:1-Lagen“ zu finden.

## Kristallstruktur
Von Paragonit sind zwei Polytypen bekannt, das heißt, er besteht aus zwei Kombinationen schichtartiger Struktureinheiten, die als Paragonit-2M1 und Paragonit-3T bezeichnet werden.
Paragonit-2M1 kristallisiert in der monoklinen Raumgruppe C2/c (Raumgruppen-Nr. 15) mit den Gitterparametern a = 5,13 Å; b = 8,90 Å; c = 19,29 Å und β = 94,3° sowie vier Formeleinheiten pro Elementarzelle.
Paragonit-3T kristallisiert in der trigonalen Raumgruppe P3112 (Raumgruppen-Nr. 151) mit den Gitterparametern a = 5,13 Å und c = 28,72 Å sowie drei Formeleinheiten pro Elementarzelle.

## Bildung und Fundorte

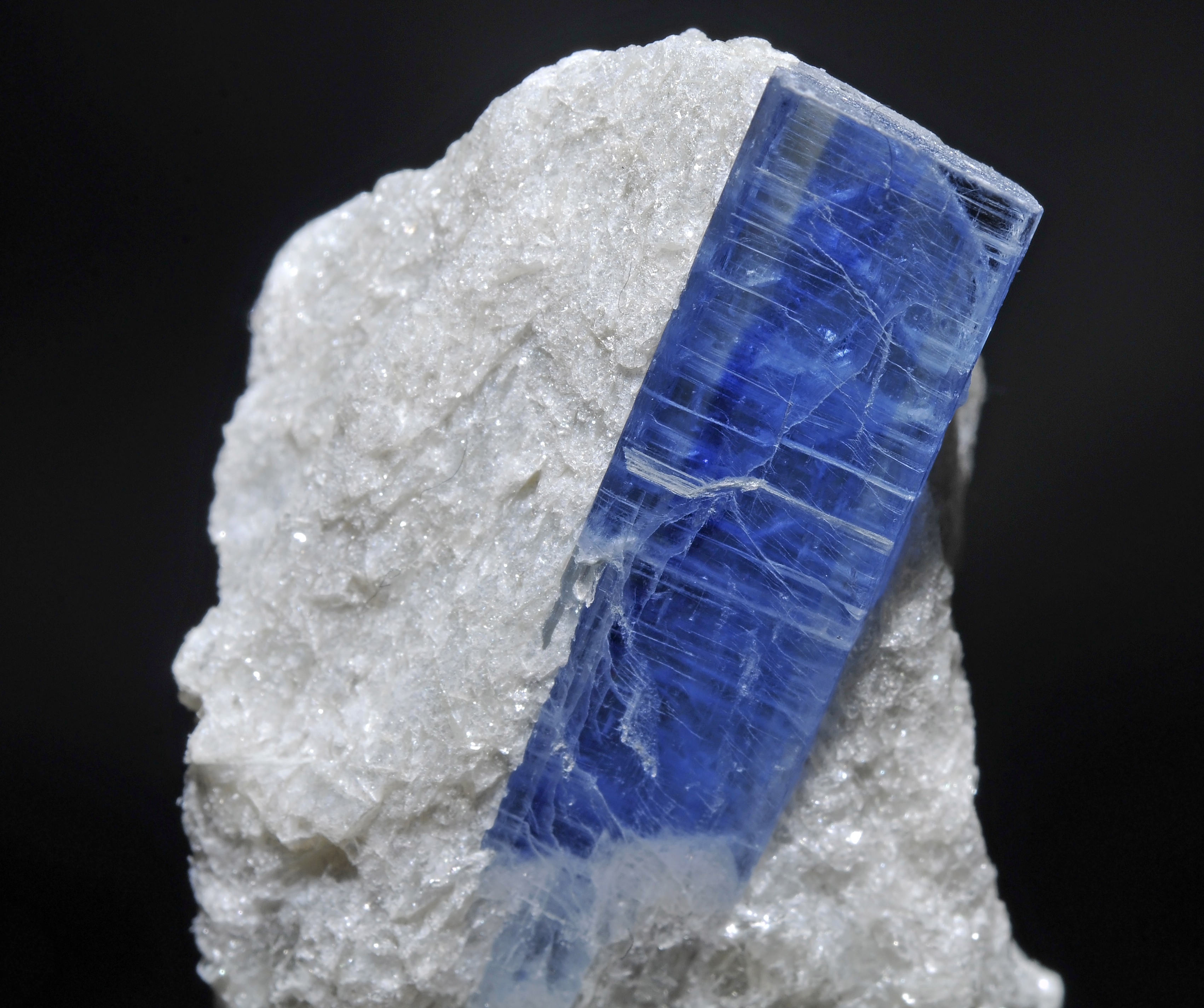
Paragonit (weiß) mit Kyanit (blau) von der Sponda Alp, Chironico, Valle Leventina, Kanton Tessin, Schweiz

Paragonit bildet sich in gering- bis mittelgradigen metamorphen Schiefergesteinen und Phylliten, in Muskovit-Biotit-Gneisen, Quarz-Gängen, feinkörnigen Sedimenten und glaukophanhaltigen Gesteinen. Als Begleitminerale können neben den bereits genannten sowie Kyanit und Staurolith unter anderem noch Aktinolith, Calcit, Chlorit, verschiedene Granate und Turmaline auftreten.
Als eher seltene Mineralbildung kann Paragonit an verschiedenen Fundorten zum Teil zwar reichlich vorhanden sein, insgesamt ist er aber wenig verbreitet. Weltweit sind bisher rund 350 Fundorte dokumentiert (Stand 2023). In der Schweiz konnte das Mineral außer an seiner Typlokalität im Gebiet Pizzo Forno – Alpe Sponda noch am Monte Gridone im Kanton Tessin, an mehreren Orten in der Gemeinde Mesocco, bei Lumnezia, Lohn GR und Rongellen im Kanton Graubünden sowie im Steinbruch Lengenbach, im Turtmanntal, bei Tête des Econduits am Mont Chemin und an mehreren Stellen im Bezirk Visp im Kanton Wallis entdeckt werden.
In Deutschland fand sich Paragonit bisher nur im Erzgebirgskreis, genauer am Großmannsberg bei Eibenstock, in der „Drandorf-Fundgrube“ am Ochsenkopf nahe Bockau und im Gebiet der Talsperre Saidenbach bei Pockau.
In Österreich kennt man das Mineral vor allem aus Kärnten (Knappenberg, Heiligenblut am Großglockner), Niederösterreich (Amstall, Pfaffenberg) und Salzburg (Bezirk Zell am See). Einige Fundorte wie das Schloffereck nahe Miesenbach bei Birkfeld oder Glattjoch bei Oberwölz in der Steiermark und ein Aufschluss von paragonitführendem Kalkschiefer nahe Matrei in Osttirol sind aber ebenfalls bekannt.
Weitere Fundorte liegen unter anderem in Australien, Belgien, Brasilien, Burkina Faso, China, der Dominikanischen Republik, Ecuador, auf der Fidschi-Insel Viti Levu, in Finnland, Frankreich, Ghana, Griechenland, Grönland, Guatemala, Indien, Indonesien, im Iran, in Irland, Italien, Japan, Kanada, Kolumbien, Kuba, Namibia, Nepal, Norwegen, Polen, Portugal, Rumänien, Russland, Ruanda, Schweden, der Slowakei, Spanien, Südafrika, Simbabwe, Taiwan, Tansania, der Türkei, Tschechien, Ungarn, in vielen Staaten der USA, Venezuela, im Vereinigten Königreich (England, Schottland, Wales) und in Vietnam.
Auch in Mineralproben aus dem Hydrothermalfeld der transatlantischen Geotraverse (engl.: Trans-Atlantic Geotraverse hydrothermal field, TAG mound Koordinaten des Fundpunktes) konnte Paragonit nachgewiesen werden.